# Eigil Knuth
Graf Eigil Knuth (* 8. August 1903 in Klampenborg; † 12. März 1996 in Kopenhagen) war ein dänischer Prähistoriker, Bildhauer, Polarforscher und Autor.

## Leben

### Herkunft und Ausbildung
Eigil Knuth wurde 1903 im Kopenhagener Vorort Klampenborg auf Schloss Christiansholm als Mitglied des mecklenburgisch-dänischen Uradelsgeschlechts Knuth geboren. Seine Eltern waren der Offizier Eigil Valdemar Knuth (1866–1933) und seine Frau Marie Dijmphna Johanne Emma de Pasqualin Gámel (1877–1911). Seine Großeltern väterlicherseits waren der Postmeister Adam Vilhelm Frederik Knuth (1829–1902) und seine Frau Annette Marie Haxthausen-Abbenburg (1828–1898) aus dem westfälischen Uradelsgeschlecht Haxthausen. Mütterlicherseits war er ein Enkel des französischstämmigen Kaufmanns Augustin Gámel (1839–1904) und der Philanthropin Emma Gámel geb. Hellerung (1852–1924). Sein Großvater mütterlicherseits hatte Fridtjof Nansens Grönlanddurchquerung 1888 finanziert und daher als Dank von diesem dessen Kompass geschenkt bekommen. Eigil erhielt den Kompass von seinem Großvater als Geburtsgeschenk und fühlte sich deswegen schon jung der Arktis verbunden.
Er besuchte das Østre Borgerdyd Gymnasium, eine der ältesten und anerkanntesten Schulen Kopenhagens. Nach dem Schulabschluss 1921 besuchte er ein Jahr lang eine Technische Schule, um die Zugangsberechtigung für Bautechnische Schule der Königlich Dänischen Kunstakademie zu erhalten, wo er sich von 1922 bis 1924 mit Architektur, dann aber mit Malerei und Bildhauerei beschäftigte. Zu seinen Lehrern gehörten Henning Schiøler und Kai Nielsen. Anschließend begab er sich für drei Jahre auf Grand Tour durch Europa. Während Aufenthalten im Grödental in Südtirol in den Jahren 1926 und 1928 ließ er sich in Holzschnitzerei weiterbilden. Nach seiner Rückkehr ließ er sich ein Jahr lang an der von Niels Bukh gegründeten Gymnastikhøjskole in Ollerup ausbilden und schloss danach 1932 eine Ausbildung als Turnlehrer ab.

### Erste Expeditionen nach Grönland
Nur wenige Wochen nachdem er seine Ausbildung beendet hatte, erfüllte sich sein Wunsch, nach Grönland zu kommen. Gemeinsam mit dem Archäologen Aage Roussell nahm er im Sommer 1932 an Ausgrabungen von Ruinen der Grænlendingar teil. Nach der Rückkehr war er zwei Jahre lang Kunstkritiker in der Kopenhagener Zeitung Dagens Nyheder. Nebenher ließ er sich von 1933 bis 1934 am Farbtechnischen Labor weiterbilden. 1934 kehrte er nach Grönland zurück, wo er wieder mit Aage Roussell sowie seinem Kollegen Poul Nørlund Ausgrabungen in Igaliku vornahm.
Im Jahr darauf nahm er unter anderem mit Helge Larsen an der Courtauld-Expedition nach Ostgrönland teil. Das Hauptziel der Expedition unter Augustine Courtauld war eigentlich die Besteigung des höchsten Bergs Grönlands, des Gunnbjørn Fjeld, aber Helge Larsen und Eigil Knuth wurden mitgenommen, um an der Ostküste archäologische Untersuchungen vornehmen zu können. Beide diskutierten die Möglichkeit einer dortigen Vermischung zweier Kulturen aus Norden und Süden. Im Jahr 1936 überquerte er gemeinsam mit Paul Émile Victor das Inlandeis von West nach Ost. Nach der Ankunft in Tasiilaq errichtete er ein Haus und verbrachte mehrere Monate mit der bildhauerischen Kreierung von Büsten der ostgrönländischen Bevölkerung.
Gemeinsam mit dem Journalisten und Expeditionsteilnehmer Ebbe Munck hatte er bereits 1935 beschlossen, eine große archäologische Expedition in Grönland durchführen zu wollen. Als sie am Dänischen Nationalmuseum um die Unterstützung eines Archäologen baten, erhielten sie die Antwort, dass derzeit kein Archäologe zeitlich verfügbar sei und dass Eigil Knuth die archäologischen Untersuchungen deswegen selbst durchführen solle. Eigil Knuth organisierte die Expedition selbst, sammelte Geld und Ausrüstung und besorgte ein Schiff. Am 19. Juni 1938 brachen Knuth, Munck sowie der Kapitän Alf Trolle, der schon an Ludvig Mylius-Erichsens Danmark-Expedition (1906–1908) teilgenommen hatte, in deren Erbe sich Knuth und Munck sahen, zu ihrer Nordostgrönlandexpedition auf. Er überwinterte an der Dove Bugt in Nordostgrönland und reiste anschließend mit dem Hundeschlitten bis nach Amdrup Land, wo er bedeutende archäologische Entdeckungen machte. Im September 1939 kehrte die Expeditionsgruppe zurück. Da zugleich der Zweite Weltkrieg ausbrach, mussten weitere Expeditionen vorerst auf Eis gelegt werden. Eigil Knuth beschäftigte sich anfangs mit der Bearbeitung der Expeditionsergebnisse, während sein Freund Ebbe Munck als Kriegsjournalist und Widerstandskämpfer aktiv war. In diese Aktivitäten wurde auch Knuth hineingezogen und ab 1942 war er Nachrichtensprecher im Radio und nahm im Untergrund am Widerstand teil.

### Erste Peary-Land-Expedition und Folgeausgrabungen
Bereits wenige Wochen nach der Befreiung Dänemarks reiste Eigil Knuth an Bord des ersten Schiffes nach Kriegsende nach Grönland. Dort verbrachte er den Sommer 1945 mit Ausgrabungen in der Gegend um Nuuk. Daneben plante er gemeinsam mit Ebbe Munck eine Expedition nach Peary Land. Finanziert werden sollte diese von einer 1944 von Ebbe Munck, Peter Freuchen, Ejnar Mikkelsen und Henning Haslund-Christensen gegründeten Stiftung. Teilnehmen sollten auch Vertreter aus Zoologie, Botanik und Geologie. Für den archäologischen Teil erhielt Eigil Knuth Unterstützung vom Schweizer Hans-Georg Bandi sowie dem Dänen Jørgen Meldgaard. Die Expedition war so groß, dass die dänische Luftwaffe 1947 ihre drei Catalinas für den Transport zur Verfügung stellte. Zu Beginn der Expedition wurden Stützpunkte nahe der heutigen Forschungsstation Zackenberg und am Jørgen Brønlund Fjord errichtet. Noch im ersten Jahr entdeckte Eigil Knuth als Erster Hausruinen in Peary Land, während zuvor nur Zeltringe und Gegenstände gefunden worden waren. Im Winter 1947/48 kehrten alle vorerst nach Dänemark zurück. In den folgenden zwei Jahren Winter überwinterte die Expeditionsgruppe an der von ihr errichteten und Brønlundhus genannten Station. Während der Expedition fand Eigil Knuth zahlreiche Überreste der Thule- und der Dorset-Kultur. Auch die zoologischen, botanischen und geologischen Forschungsergebnisse waren von großer Bedeutung. Mit der 1950 beendeten Expedition machte sich Knuth einen Namen und war fortan in Wissenschaftskreisen hoch angesehen.
1952 wurde im äußersten Norden Nordostgrönlands die Militärbasis Station Nord errichtet, von wo aus Eigil Knuth zwischen 1952 und 1954 erneut in Peary Land und Umgebung tätig war. Dabei stellte er fest, dass einige Funde, die er bisher der Dorset-Kultur zugerechnet hatte, deutlich älter waren. Er nannte die von ihm entdeckte Kultur Independence-Kultur nach dem Independence Fjord, deren Nebenfjord der Jørgen Brønlund Fjord ist. Obwohl der Flugplatz der Station neue logistische Möglichkeiten bot, waren die Behörden wenig kooperativ, sodass er stattdessen mit Skiern zum Kap Holbæk tief im Inneren des Danmark Fjords südlich von Station Nord fuhr, um dort 1955 weitere Ausgrabungen durchführen zu können. Dabei stellte er fest, dass es sich bei der von ihm entdeckten Independence-Kultur eigentlich um zwei verschiedene Kulturen handelte, die Independence-I- und die Independence-II-Kultur.
Ab 1958 konnte Eigil Knuth seine Kontakte ins Militär nutzen, um mit Hubschraubern zu den abgelegenen Ausgrabungsstätten zu gelangen. Zwischen 1958 und 1960 nahm er Untersuchungen an zahlreichen Stellen an der grönländischen Nordküste vor. Zwischenzeitlich war er im Winter und Frühjahr 1958/59 im Nahen Osten, um dort an Ausgrabungen teilzunehmen. Da sein Freund Ebbe Munck mittlerweile dänischer Botschafter in Bangkok war, reiste Eigil Knuth 1961/62 für Ausgrabungen nach Thailand.

### Weitere Peary-Land-Expeditionen und letzte Jahre
Zwischen 1963 und 1971 führte Eigil Knuth sieben weitere Peary-Land-Expeditionen durch. Mit Basis in Brønlundhus wurden weitere Forschungen zu Archäologie, Zoologie, Botanik, Geologie und jetzt auch Meteorologie vorgenommen. Eigil Knuth erforschte Jahr für Jahr mit jeweils einem Assistenten vor allem das Wandel Dal in Verlängerung des Jørgen Brønlund Fjords. Sie reisten teils mit Skiern, teils mit Hubschraubern und Flugzeugen. Bei der Expedition 1965 versuchte er die Route nachzuvollziehen, mit denen die Menschen nach Peary Land gekommen waren, und reiste deswegen bis zur kanadischen Ellesmere Island, um dort Ausgrabungen durchzuführen. Seine wissenschaftlichen Arbeiten aus dieser Zeit gehören zu den bedeutendsten arktisbezogenen archäologischen Publikationen der 1960er Jahre. 1971 schloss er seine Forschungen zu den Independence-Kulturen ab.
1972 ließ Eigil Knuth auf der gegenüberliegenden Seite von Brønlundhus die Station Kap Harald Moltke errichten, die eine Landebahn erhielt, um die Forschung in Peary Land weiter unterstützen zu können, da zeitgleich die Station Nord geschlossen wurde. Neben dem Betrieb des Flugplatzes führte er trotz mittlerweile über 70 Jahren Lebensalter acht weitere Peary-Land-Expeditionen durch. 1975 hielt er sich außerhalb von Peary Land auf, nämlich in Nordwestgrönland, wo er eine um 3000 v. Chr. eingewanderte Kultur, die er Old-Nuulliit-Kultur nannte, entdeckt zu haben meinte, was jedoch später zurückgewiesen wurde. Ende der 1970er Jahre schlug er eine Dreiteilung der grönländischen Besiedelung in Paläo-, Meso- und Neo-Eskimos vor. Darüber hinaus fand er heraus, dass das Wandel Dal noch im 15. Jahrhundert besiedelt war.
1980, 1983 und 1984 unternahm er drei Expeditionen zum Frigg Fjord, einem kleinen Nebenfjord des Frederick E. Hyde Fjords. Es stellte sich heraus, dass sich hier die nördlichsten je gefundenen Spuren menschlicher Besiedelung befinden. Von 1987 bis 1989 organisierte er – mittlerweile Mitte 80 – eine Expedition zu Prins Henrik Ø (damals noch Île de France), wo über 400 Hausruinen vor allem der Independence-II-Kultur entdeckt wurden, was die Insel zur größten archäologischen Stätte Grönlands oder der gesamten Ostarktis macht. Da seine Old-Nuulliit-Kultur keine Anerkennung gefunden hatte, reiste Eigil Knuth 1990 im Alter von 87 Jahren erneut nach Nordwestgrönland, um weitere Evidenzen zu sammeln. Dies war seine letzte Expedition. Dennoch kehrte er in den 1990er Jahren jährlich nach Peary Land zurück und feierte dort auch seinen 90. Geburtstag. 1995 war er das letzte Mal in Grönland, bevor er 1996 im Alter von 93 Jahren unverheiratet in Kopenhagen starb. Er wurde in einem Gemeinschaftsgrab auf dem Bispebjerg Kirkegård im Nordwesten Kopenhagens begraben.

## Eigil Knuth als Künstler
Vor allem in seinen frühen Jahren war Eigil Knuth ein begeisterter Künstler, der sich im Konflikt zwischen Kunst und Archäologie sah, aber umso begeisterter war, wenn sich beides verband, so wie, als er 1939 eine Venusfigur an der Nordostrundingen fand. Obwohl sie archäologisch eher von geringer Bedeutung war und Knuth es für wahrscheinlich hielt, dass sie bloß in einer Schublade verschwinden würde, sah er die Figur als Kunstobjekt aus der nordgrönländischen Einöde als seine womöglich größte Entdeckung an.
Im ersten Jahr an der Kunstakademie durfte er erstmals auf der Septemberausstellung ausstellen, wie auch 1938. 1933, 1936 und 1940 stellte er auf Schloss Charlottenborg aus und 1939 auf der Weltausstellung (1939 New York World’s Fair) in New York City. Sein größtes Werk sind die 24 ostgrönländischen Porträtbüsten, die er im Winter 1936/37 anfertigte. Die monumentalen Büsten haben große runde Köpfe und ein ausdrucksvolles Lächeln und verbinden harmonisch typische inuitische Gesichtszüge mit individuellen Charakteristika. Sie wurden unter großer Begeisterung in einer Einzelausstellung 1938 in Kopenhagen ausgestellt. Daneben schuf er weitere Büsten von Persönlichkeiten wie Niels Bukh, Knud Rasmussen, Frederik IX., Herman Rée, Margrethe II. (als Kleinkind), Vilhjálmur Stefánsson. Neben seiner Arbeit als Bildhauer schuf er auch einige Landschaftsgemälde und Aquarelle, entwarf Buchrücken und schuf Keramik.

## Eigil Knuth als Autor
Eigil Knuth schrieb im Laufe seines Lebens zahlreiche Sachbücher. Das Erste, Kunst og Liv, erschien noch während seiner Grand Tour im Jahr 1927. Das Zweite, Fire mand og solen, schrieb er während seinem Aufenthalt in Tasiilaq 1937. Neben rund einem Dutzend Büchern schrieb er unzählige Forschungsartikel und Zeitungsbeiträge zu wissenschaftlichen und künstlerischen Themen.
Neben seinen Veröffentlichungen hatte er in sechs Jahrzehnten Forschungstätigkeit zahlreiche Tagebücher geschrieben und sonstige Aufzeichnungen auf seinen Expeditionen gemacht. Vor seinem Tod konnte er die archäologischen Funde und Befunde seiner Forschungsreisen nach Peary Land nicht mehr zusammenfassend publizieren. Die Aufgabe wurde von Bjarne Grønnow übernommen, der Knuths Nachlass verwaltete. Er sortierte alle Manuskripte und schuf so die Knuthbasen, die archäologische Informationen zu rund 150 Fundstätten, 1500 Fotos, 870 Texte, 270 Zeichnungen und 67 Abbildungen von archäologischen Fundstücken enthält. Kopien der Knuthbasen befinden sich am Dänischen Nationalmuseum und am Grönländischen Nationalmuseum. Aus der Knuthbasen schrieb Bjarne Grønnow gemeinsam mit Jens Fog Jensen das Buch The Northernmost Ruins of the Globe: Eigil Knuth’s Archaeological Investigations in Peary Land and Adjacent Areas of High Arctic Greenland (2003), eine Zusammenfassung von Eigil Knuths Funden und Beobachtungen.

## Bewertung
Sowohl künstlerisch als auch wissenschaftlich gilt Eigil Knuth als Genie. Er wurde als „Nestor der dänischen Polarforscher“ bezeichnet. Er war der letzte Angehörige der traditionellen grönländischen Expeditionsgeschichte, wo ein Mann als Einzelkämpfer mit Schiff und Hundeschlitten in die Arktis reist. Seine Resultate aus rund 60 Jahren Forschungstätigkeit waren von größter Bedeutung für die Kulturgeschichte der Eskimos und die arktische Archäologie. Sein schriftstellerisches Werk innerhalb der Wissenschaft, wie die Beschreibungen grönländischer Landschaften, wurden als ebenso bezaubernd und kunstvoll angesehen wie seine Büsten.
Auf der anderen Seite galt Eigil Knuth aber auch als extrem stur und eigensinnig bei seiner Arbeit. In Gesprächen dominierte er mit seinem Fachwissen, was ein Gefühl von Arroganz vermittelte. Er weigerte sich, mit anderen Kollegen in Peary Land zusammenzuarbeiten, und behielt zudem alle seine Aufzeichnungen und wissenschaftlichen Funde für sich.  Er nutzte seine eigene Methodologie, die er zudem in 60 Jahren nicht anpasste, selbst wenn sich das Forschungsfeld im Laufe des 20. Jahrhunderts radikal wandelte. So weigerte er sich, grundlegende archäologische Arbeitsmethoden wie eine Aufteilung von Fundplätzen in Quadranten zu akzeptieren, selbst wenn er dafür kritisiert wurde.

## Auszeichnungen
Eigil Knuth wurde für seine künstlerischen und wissenschaftlichen Werke zahlreich ausgezeichnet. Als Künstler erhielt er ein Diplom bei der 1939 New York World’s Fair. Für seine Kunst und seine Bücher wurde er mit mehreren Stipendien versehen: 1938 erhielt er Ralph Harman Booths Mindelegat, 1947 Gyldendals Boglegat, 1975 Kaptajn H.C. Lundgreens Legat und 1990 das Stipendium von Ole Haslunds Kunstnerfond. Zudem erhielt er staatsfinanzierte Zuwendungen durch den jährlichen Haushaltsplan.
Als Wissenschaftler wurde er von mehreren wissenschaftlichen Vereinigungen ausgezeichnet: 1951 erhielt er die Hans-Egede-Medaille von Det Kongelige Danske Geografiske Selskab, 1953 die Mungo Park Medal der Royal Scottish Geographical Society und die Patron’s Medal der Royal Geographical Society, 1967 die Rink-Medaille von Det Grønlandske Selskab, 1975 den Ebbe-Munck-Ehrenpreis (als erster Träger), 1984 den Erik-Westerby-Preis, 1988 den Preis des Arktisk Institut. 1979 wurde er zum Ehrendoktor der Universität Kopenhagen ernannt.
Darüber hinaus wurde er 1950 zum Ritter des Dannebrogordens ernannt und erhielt 1973 als erster Träger das Dannebrogordenens Hæderstegn. Zudem war er Träger der Fortjenstmedaljen in Silber mit Schnalle. 1989 erhielt er den Nersornaat in Silber und 1993 in Gold.

## Werke (Auswahl)
- 1927: Kunst og Liv
- 1937: Fire Mand og Solen
- 1940: Under det nordligste Dannebrog
- 1943: Billedhugger i Ammassalik
- 1943: Ernst Zeuthen
- 1945: Tanker ved Tingene
- 1948: Fridtjof Nansen og Knud Rasmussen
- 1948: Sommerrejsen til Pearyland
- 1958: Det mystiske X i Danmark Fjord
- 1967: Archaeology of the Musk-ox Way
- 1968: Aron fra Kangeq
- 1968: Nordboerne og Skrælingerne
- 1978: Grønlands tredelte forhistorie
- 1984: Respons from the Musk-ox Way